# Honda CBR 400
La Honda CBR 400 è una motocicletta sportiva prodotta dalla casa motociclistica giapponese Honda dal 1983 al 2000.

## Descrizione

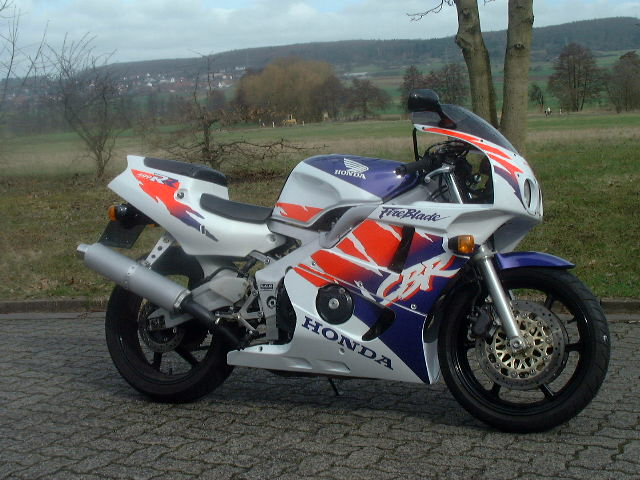
CBR 400RR

Il modello è spinto da un motore a quattro tempi a quattro cilindri in linea di 399 cm³, con distribuzione con doppio albero a camme in testa (DOHC) a quattro valvole per cilindro, per un totale di 16.

## Storia
La prima versione a debuttare della moto è stata la CBR 400F (NC17), inizialmente lanciata nel dicembre 1983 nella versione naked, sprovvista di carenatura e dotata di un faro singolo dalla forma rettangolare. Il motore a 4 valvole per cilindro raffreddato ad aria a quattro tempi, ha un innovativo meccanismo di controllo e comando delle valvole chiamato "REV" (un prototipo antesignano del successivo sistema VTEC). Il sistema fa sì che ai bassi e medi regimi di rotazione del motore funzionino solo 2 valvole per cilindro, mentre agli alti tutte e quattro.
Nel maggio 1984 è arrivata la versione CBR 400F Endurance dotata di doppi fari e semi carenatura, mentre a luglio ha esordito una edizione speciale dotata di carenatura completa. Ad agosto 1985 viene sottoposta ad un aggiornamento con l'obiettivo di ridurre il peso e migliorarne le prestazioni.
Nel luglio 1986 la Honda presenta la CBR 400R, equipaggiata con nuovo un motore a 4 cilindri in linea raffreddato ad acqua. A dicembre 1987 esordisce una versione evolutiva chiamata CBR 400RR, che nel febbraio 1990 viene ulteriormente affinata.
Dopo vent'anni dalla fine della produzione, nel 2020 la dicitura "Honda CBR 400R" viene riproposta per una moto della famiglia Honda CB 400, totalmente diversa con architettura bicilindrica.